# Lê Đình Trưởng
Lê Đình Trưởng (sinh 1954) là đại biểu Quốc hội Việt Nam khóa XI, thuộc đoàn đại biểu Quảng Ninh. Ông nguyên là Giám đốc Công ty cổ phần than Cao Sơn-TKV. Hiện nay ông là Ủy viên Hội đồng thành viên Tập đoàn Công nghiệp Than-Khoáng sản Việt Nam.